# Miguel Vela
Miguel Vela Tardío (Ciudad Real, España, 8 de mayo de 1922) es un exfutbolista español que se desempeñaba como defensa o interior derecho y su primer club profesional fue el Ciudad Real CF. Ha vestido las camisetas del Real Betis, Cádiz CF y Úbeda CF entre otros.

## Trayectoria
Comenzó su andadura, por el frente de juventudes de su ciudad natal, Ciudad Real, muy pronto se sintió aficionado por el balompié y el deporte en si. En 1943-44, juega en el club de su ciudad el Ciudad Real CF, pasando más tarde al Manzanares CF. Ese mismo año juega también en las filas del Benidorm. En 1945-46, ingresa en las filas del Cádiz CF, donde disputará 10 partidos de liga anotando un gol. Tras su paso por tierras gaditanas se marcha a las filas del Real Unión de Irún, donde debido a su no continuidad en el juego, hace que salga del club vasco, para recalar en las filas del Daimiel CF. Aquí sale al poco tiempo e ingresa en las filas del CD Manchego, más tarde pasa por el CD Valdepeñas.
En 1949, recibe la oferta para ingresar en las filas de la SD Ponferradina, a la temporada siguiente abandona el club blanquiazul y ficha por el Calvo Sotelo CF, aquí disfrutará de minutos durante las dos próximas temporadas lo que le abre las puertas del Real Betis Balompié, en 1952-53, en 3ª División. La temporada siguiente abandona el club sevillano y ficha por el Úbeda Club de Fútbol, también de tercera división, club en el que pasaría el mayor tiempo de su carrera deportiva y por el cual demostró mucho más que amor por el club de los cerros. A la temporada siguiente es cedido al Martos CF, también de tercera división. Tras su breve paso por el club, vuelve a Úbeda, para militar las siguientes dos temporadas donde pondría fin a su carrera como futbolista.
Como dato curioso "Miguel Vela" tras varios años de la desaparición del club, fue uno de los artífices para que se volviera a crear un club deportivo y representativo de la ciudad, primero como Úbeda Deportivo y después devolviendo el nombre histórico del club el Úbeda CF, del que también sería entrenador y directivo. Este club también desapareció en 2007.

## Clubes
| Club                | País   | Año       |
| ------------------- | ------ | --------- |
| Ciudad Real CF      | España | 1943-1944 |
| Manzanares CF       | España | 1944-1945 |
| Benidorm            | España | 1944-1945 |
| Cádiz CF            | España | 1945-1946 |
| Real Unión de Irún  | España | 1946-1947 |
| Daimiel CF          | España | 1947-1948 |
| CD Manchego         | España | 1947-1948 |
| CD Valdepeñas       | España | 1948-1949 |
| SD Ponferradina     | España | 1949-1950 |
| Calvo Sotelo CF     | España | 1950-1952 |
| Real Betis Balompié | España | 1952-1953 |
| Úbeda CF            | España | 1953-1954 |
| Martos CF           | España | 1954-1955 |
| Úbeda CF            | España | 1955-1957 |